# Wang Yajun
Wang Yajun (27 de agosto de 1962) é uma ex-jogadora de voleibol da China que competiu nos Jogos Olímpicos de 1988.
Em 1988, ela fez parte da equipe chinesa que conquistou a medalha de bronze no torneio olímpico, no qual atuou em três partidas.